# 1654 w literaturze
Wydarzenia literackie w 1654 roku.

## Nowe poezje
- polskie
  - Szymon Zimorowic – Roksolanki, to jest ruskie panny